# Szansa na Sukces 2020
A 2020-as Szansa na Sukces egy lengyel tehetségkutató műsor volt, amelynek keretein belül a zsűri és a közönség kiválasztotta, hogy ki képviselje Lengyelországot a 2020-as Eurovíziós Dalfesztiválon. A Szansa na Sukces versenyek sorában a 2020-as volt az első, amely egyúttal eurovíziós nemzeti döntő is volt.
Az élő műsorsorozatban összesen huszonegy előadó versenyzett az Eurovíziós Dalfesztiválra való kijutásért. A sorozat négyfordulós volt; 2020. február 2-án, 9-én és 16-án a három elődöntőt, február 23-án pedig a döntőt rendezték meg, az elődöntőkben a zsűri döntött mindenről, míg döntőben a döntés a közönség és a zsűri kezében volt. A háromtagú zsűri mindegyik tagja egy olyan személy, aki már képviselte hazáját korábban a dalfesztiválon. A zsűriben foglalt helyet: Cleo, Michał Szpak és Gromee.
A verseny győztese Alicja Szemplińska lett, aki Empires (magyarul: Birodalmak) című dalával képviseli az országot.

## Helyszín
A tehetségkutató helyszínéül a lengyel műsorsugárzó egyik stúdiója szolgált, amely Varsóban található.
| Lengyelország Varsó |

## Műsorvezető
A verseny házigazdája Artur Orzech volt, aki 2014-től az Eurovíziós Dalfesztivál lengyel kommentátora, valamint 2004-ben és 2016-tól a Junior Eurovíziós Dalfesztiválon is ugyanezt a szerepet tölti be.

## Zsűri
- Cleo: Énekesnő, 2014-ben képviselte Lengyelországot közösen Donatannal, a döntőben a 14. helyen végeztek.
- Michał Szpak: Énekes, 2016-ban képviselte Lengyelországot, a döntőben a 8. helyen végzett.
- Gromee: DJ, 2018-ban képviselte Lengyelországot közösen a svéd Lukas Meijerrel, az elődöntőben a 14. helyen végeztek. Ő szerezte a 2019-es Junior Eurovíziós Dalfesztivál főcímdalát.[2]

## Első elődöntő
Az első elődöntőt február 2-án rendezte a TVP hét előadó részvételével Varsóban. Ebben az elődöntőben a résztvevők ABBA feldolgozásokat adtak elő. A végeredményt a zsűri szavazatai alakították ki, akik összesen egy előadó juttattak tovább a február 23-án rendezendő döntőbe.
| #  | Előadó                    | Feldolgozás                                 | Eredmény     |
| -- | ------------------------- | ------------------------------------------- | ------------ |
| 01 | Patryk Skoczyński         | Gimme! Gimme! Gimme! (A Man After Midnight) | Kiesett      |
| 02 | Emilia Sanecka            | Waterloo                                    | Kiesett      |
| 03 | Julia & Wiktoria Szlachta | Dancing Queen                               | Kiestek      |
| 04 | Kasia Dereń               | Mamma Mia                                   | Továbbjutott |
| 05 | Amelia Andryszczyk        | S.O.S                                       | Kiesett      |
| 06 | Sargis Davtyan            | Voulez-Vous                                 | Kiesett      |
| 07 | Maja Hyży                 | Knowing Me, Knowing You                     | Kiesett      |

## Második elődöntő
A második elődöntőt február 9-én rendezte a TVP hét előadó részvételével Varsóban. Ebben az elődöntőben a résztvevők eurovíziós slágerdalokat adtak elő. A végeredményt a zsűri szavazatai alakították ki, akik összesen egy előadó juttattak tovább a február 23-án rendezendő döntőbe.
| #  | Előadó             | Feldolgozás             | Eredmény     |
| -- | ------------------ | ----------------------- | ------------ |
| 01 | Damian Kulej       | Heroes                  | Kiesett      |
| 02 | Paulina Czapla     | Amar pelos dois         | Kiesett      |
| 03 | Weronika Curyło    | Dschinghis Khan         | Kiesett      |
| 04 | Stashka            | If I Were Sorry         | Kiesett      |
| 05 | Saszan             | Congratulations         | Kiesett      |
| 06 | Alicja Szemplińska | To nie ja!              | Továbbjutott |
| 07 | Aleksandra Nykiel  | Save Your Kisses for Me | Kiesett      |

## Harmadik elődöntő
A harmadik elődöntőt február 16-án rendezte a TVP hét előadó részvételével Varsóban. Ebben az elődöntőben a résztvevők The Beatles feldolgozásokat adtak elő. A végeredményt a zsűri szavazatai alakította ki, akik összesen egy előadó juttattak tovább a február 23-án rendezendő döntőbe.
| #  | Előadó                  | Feldolgozás        | Eredmény     |
| -- | ----------------------- | ------------------ | ------------ |
| 01 | Marek Kaliszuk          | Help!              | Kiesett      |
| 02 | Nick Sinckler           | Can't Buy Me Love  | Kiesett      |
| 03 | Basia Gąsienica-Giewont | Love Me Do         | Kiesett      |
| 04 | Albert Černý            | Please Please Me   | Továbbjutott |
| 05 | Norbert Legieć          | She Loves You      | Kiesett      |
| 06 | Marzena Ryt             | Twist and Shout    | Kiesett      |
| 07 | Adrian Makar            | A Hard Day's Night | Kiesett      |

## Döntő
A döntőt február 23-án rendezte a TVP három előadó részvételével Varsóban. Mindegyik előadó egy eurovíziós feldolgozást énekelt el először, emellett bemutatták saját dalukat, amely már az Eurovíziós Dalfesztiválra íródott. A végeredményt az elődöntőkkel ellentétben itt a zsűri mellett a közönség szavazatai is számítottak.
| #  | Előadó             | Feldolgozás | Versenydal  | Zsűri | Nézők | Összesen | Eredmény |
| -- | ------------------ | ----------- | ----------- | ----- | ----- | -------- | -------- |
| 01 | Kasia Dereń        | Satellite   | Count On Me | 1     | 1     | 2        | 3.       |
| 02 | Alicja Szemplińska | Euphoria    | Empires     | 5     | 5     | 10       | 1.       |
| 03 | Albert Černý       | Fairytale   | Lucy        | 3     | 3     | 6        | 2.       |

## Az Eurovíziós Dalfesztiválon
Lengyelországnak 2020-ban is részt kell vennie az elődöntőben. 2020. január 28-án osztották fel a résztvevő országokat az elődöntőkbe, a lengyel előadó a második elődöntő első felében léphet a színpadra.